# Eger

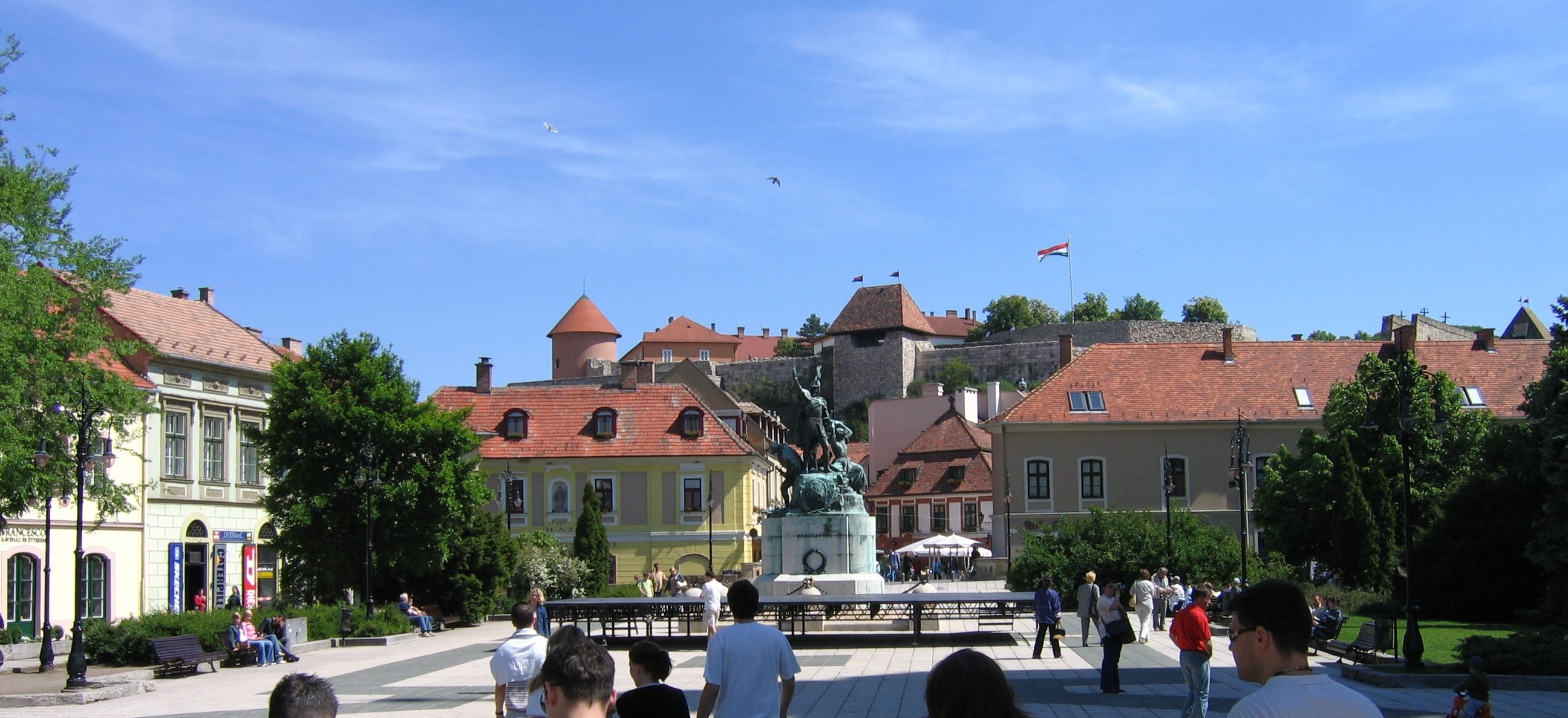
Eger

Eger (chorw. Jegar, serb. Jegra, niem. Erlau, tur. Eğri, łac. Agria, cz. Jager, słow. Jáger, pol. Jagier) – miasto (56,5 tys. mieszkańców w I 2011) na Węgrzech, położone nad potokiem Eger, między Górami Bukowymi i górami Mátra. Stolica komitatu Heves. Znane przede wszystkim z barokowych zabytków, wina Egri Bikavér oraz obrony zamku przed Turkami. Uzdrowisko – źródła wód termalnych. Siedziba rzymskokatolickiej archidiecezji jagierskiej.

## Gospodarka
W mieście rozwinął się przemysł spożywczy, drzewny, maszynowy, środków transportu, precyzyjny oraz materiałów budowlanych.

## Historia
- 1009 – założenie biskupstwa przez króla Stefana I Świętego
- 1248 – biskup Lampert otrzymuje od króla Beli IV zezwolenie na budowę zamku
- 1552 – oblężenie zamku przez Turków, którzy po 40 dniach musieli odstąpić od jego murów (obroną zamku dowodził István Dobó). Miasto udało im się zdobyć dopiero w 1596
- 1687 – odzyskanie miasta
- 1800 – wielki pożar miasta
- 1878 – wielka powódź[3]
- 1939–1944 – obóz internowanych oficerów polskich
- 1940–1944 – działalność polskiego gimnazjum[4] .

## Zabytki
- neoklasycystyczna bazylika z lat 1831–1836, druga co do wielkości na Węgrzech. Po obu stronach schodów prowadzących do bazyliki znajdują się posągi węgierskich królów: św. Stefana i św. Władysława (István i László), a za nimi apostołów Piotra i Pawła; wewnątrz cenne organy;
- barokowy kościół minorytów, uważany[przez kogo?] za najpiękniejszą węgierską budowlę barokową. Na wysmukłej, ozdobionej filarami fasadzie znajduje się herb franciszkanów – dwie skrzyżowane ręce – i łacińska sentencja: „Dla Boga nic nie jest wystarczające”.
- eklektyczny ratusz miejski;
- cerkiew zbudowana przez uchodźców serbskich pod koniec XVIII w;
- barokowo-rokokowy budynek liceum Karola Eszterházy'ego (obecnie Wyższa Szkoła Pedagogiczna) wraz z obserwatorium astronomicznym, w którym znajduje się działający teleskop Specula; wewnątrz znajdują się stare kodeksy, rękopisy i jedyny na Węgrzech oryginalny list Mozarta;
- minaret, wysunięty najdalej na północ zabytek turecki, pozostałość po dawnym meczecie, zbudowany na czternastokątnej podstawie, 40 m wysokości; na szczyt prowadzi 97 stopni;
- zamek z XIII w., w którym można znaleźć m.in. salę Bohaterów, bogatą galerię obrazów, grób Gézy Gárdonyiego czy muzeum zamkowe Istvána Dobó. W XVI wieku przebudowany na twierdzę obronną;
- ogród arcybiskupi, o powierzchni 11 ha, został założony przez biskupa Karola Eszterházy'ego; w jego południowo-zachodniej części znajdują się obecnie boiska sportowe oraz stadion
- Brama Fazoli
- Egri Road Beatles Museum przy ulicy Csiky Sandor, dokumentuje historię Beatlesów. Prezentowane w muzeum eksponaty są własnością dwóch pasjonatów. Wystawa prezentuje historię grupy, relacje z koncertów, wywiady, fotografie zespołu, plakaty, płyty z limitowanych edycji, a nawet kopie instrumentów, na jakich grali członkowie The Beatles. Eksponaty umieszczono na trzech poziomach, od piwnicy aż po strych[5].

Miasto słynie również z dużego kąpieliska termalnego i pełnej winnych piwniczek „Doliny Pięknej Pani” (Szépasszony-völgy). Mieści się tu największe i najpopularniejsze skupisko piwniczek wykutych w wulkanicznym tufie, który ponoć idealnie nadaje się do przechowywania wina – zapewnia doskonałą wentylację i stałą temperaturę około 12 stopni Celsjusza. Tutaj też działa Egerskie Towarzystwo Rycerzy Turystyki Winnej, skupiające mieszkańców nie tylko Egeru, ale i ludzi z całego świata.
Warte odwiedzenia miejscowości w okolicach Egeru to m.in.: Cserépváralja, Szarvaskő, Egerszalók, Szilvásvárad, Sirok i Bélapátfalva.

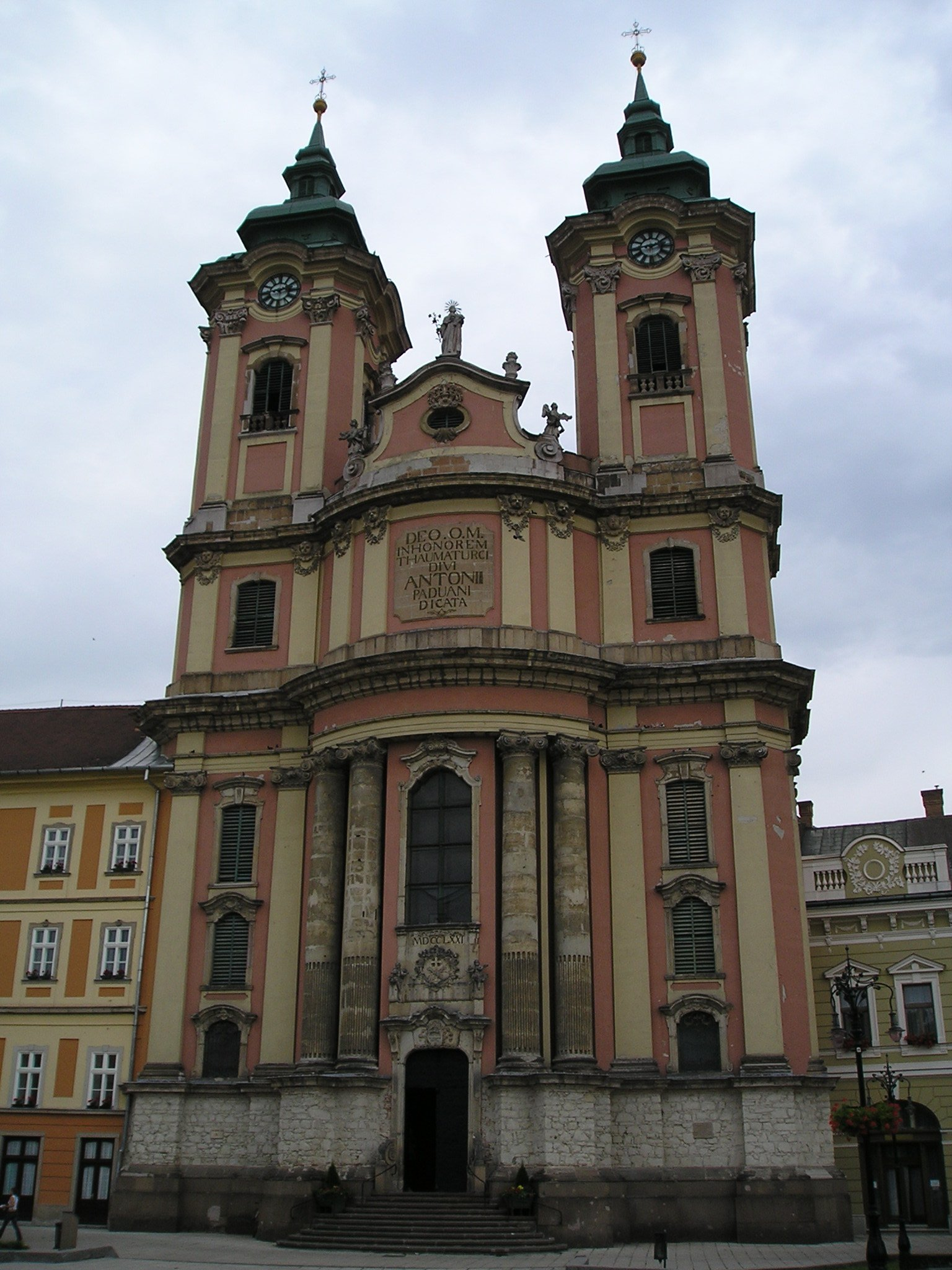
Barokowy kościół minorytów w Egerze
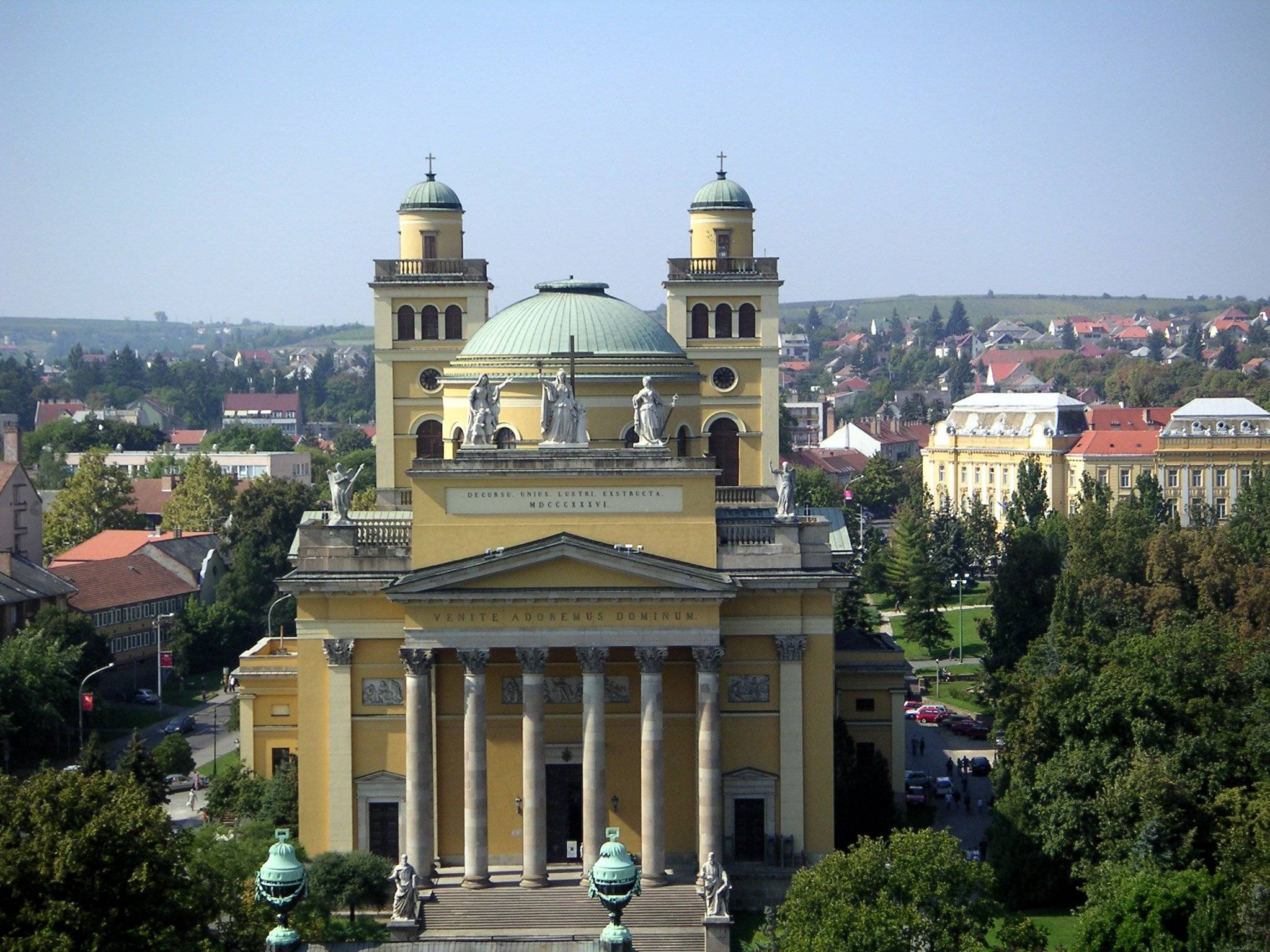
Bazylika w Egerze (2004)
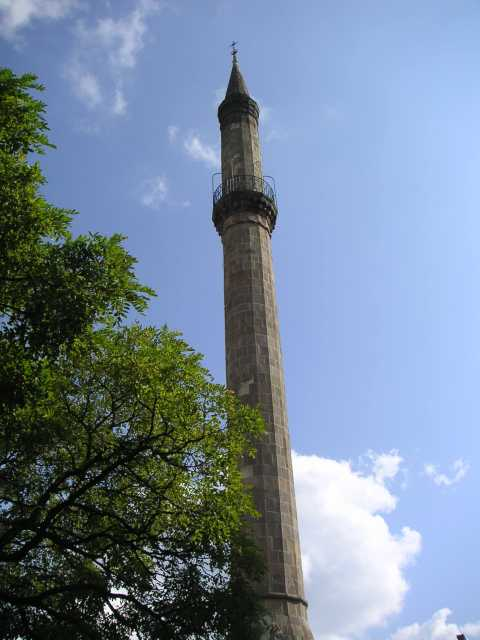
Minaret w Egerze (2003)
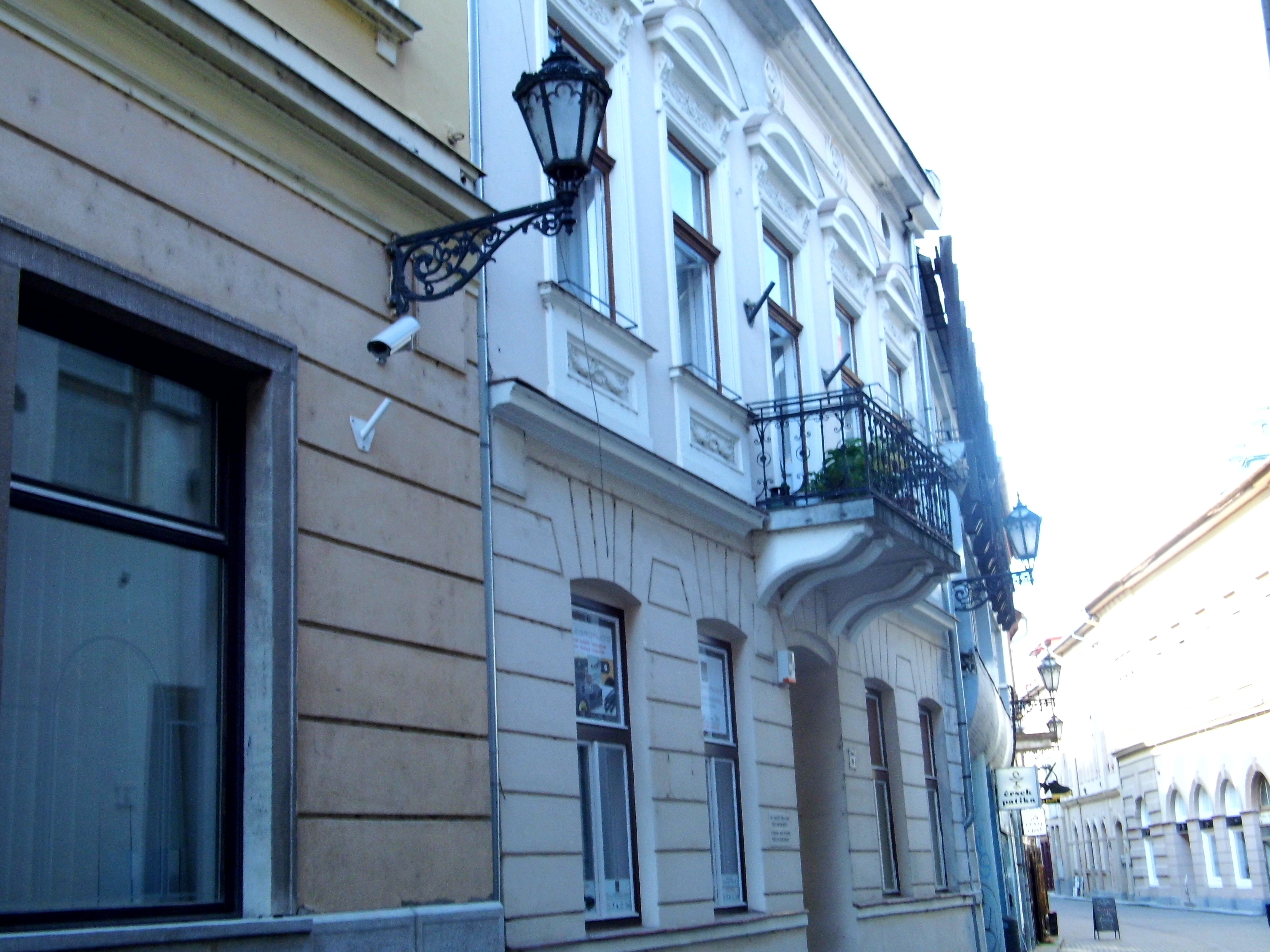
Polskie Gimnazjum
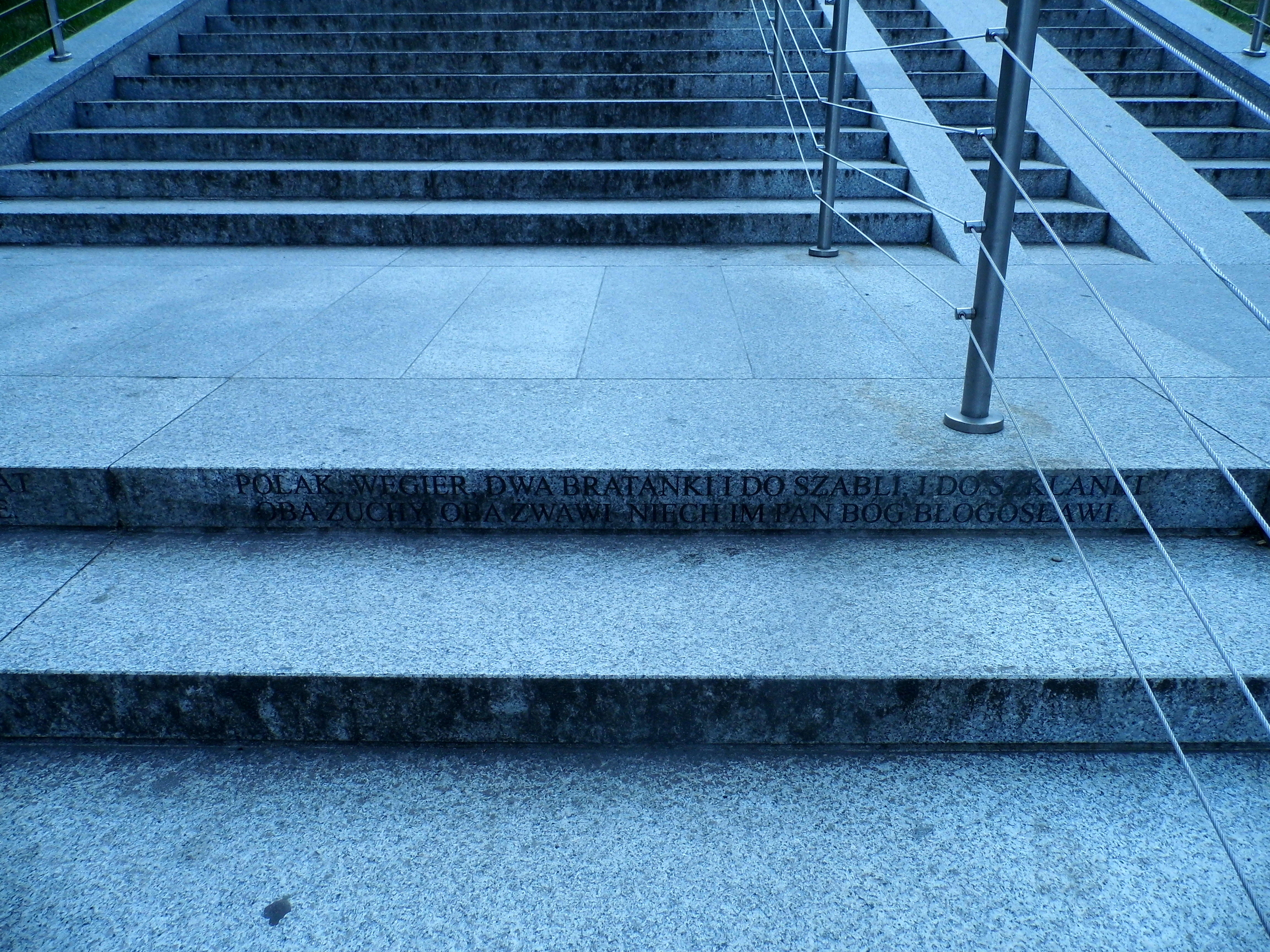
Schody Przyjaźni Polsko-Węgierskiej

## Muzea
- Egri Road Beatles Múzeum[6] (węg. • ang.)
- Gárdonyi Géza Emlékmúzeum
- Muzeum Marcepanu

## Sport
Miasto jest corocznym gospodarzem kolejnych edycji Pucharu Świata w szermierce na wózkach. Impreza jest ostatnim kwalifikacyjnym PŚ przed końcem sezonu (odbywa się we wrześniu).

## Miasta partnerskie
- Czeboksary
- Esslingen
- Gainesville
- Gheorgheni
- Kutná Hora
- Mâcon
- Pamukkale
- Pori
- Przemyśl
- Sarzana